# Ringer-Europameisterschaften 1995
Die Ringer-Europameisterschaften 1995 der Männer fanden im griechisch-römischen Stil in Besançon und im Freistil in Freiburg im Üechtland statt.

## Griechisch-römisch

### Ergebnisse
| Klasse  | Gold                              | Silber                          | Bronze               |
| ------- | --------------------------------- | ------------------------------- | -------------------- |
| -48 kg  | Ioannis Agatzanian                | Safar Safar ogly Gulijew        | Oleg Kutscherenko    |
| -52 kg  | Armen Nasarjan                    | Alfred Ter-Mkrtchyan            | Andrij Kalaschnykow  |
| -57 kg  | Ruslan Chakimow                   | Aghassi Manukjan                | Jan Ulbrich          |
| -62 kg  | Wlodzimierz Zawadzki              | Sergei Alexandrowitsch Martynow | Igor Petrenko        |
| -68 kg  | Ghani Yalouz                      | Ryszard Wolny                   | Marko Yli-Hannuksela |
| -74 kg  | Stojan Dobrew                     | Mircea Constantin               | Uladsimir Kapytau    |
| -82 kg  | Sergey Tsvir                      | Christo Stantschew              | Gotcha Ziziaschwili  |
| -90 kg  | Gogi Murmanowitsch Koguaschwili   | Maik Bullmann                   | Wjatscheslaw Olijnyk |
| -100 kg | Mikael Ljungberg                  | Heorhij Soldadse                | Sergei Lishtvan      |
| 130 kg  | Alexander Alexandrowitsch Karelin | Saban Donat                     | Sergei Mureiko       |

### Medaillenspiegel (griechisch-römisch)
| Rang | Land         | Gold | Silber | Bronze |
| ---- | ------------ | ---- | ------ | ------ |
| 1    | Russland     | 3    | 2      | 0      |
| 2    | Ukraine      | 1    | 1      | 2      |
| 3    | Bulgarien    | 1    | 1      | 0      |
|      | Polen        | 1    | 1      | 0      |
|      | Armenien     | 1    | 1      | 0      |
| 6    | Schweden     | 1    | 0      | 0      |
|      | Griechenland | 1    | 0      | 0      |
|      | Frankreich   | 1    | 0      | 0      |
| 9    | Deutschland  | 0    | 2      | 2      |
| 10   | Rumänien     | 0    | 1      | 0      |
|      | Türkei       | 0    | 1      | 0      |
| 12   | Belarus      | 0    | 0      | 3      |
| 13   | Finnland     | 0    | 0      | 1      |
|      | Moldau       | 0    | 0      | 1      |
|      | Israel       | 0    | 0      | 1      |

## Freistil

### Ergebnisse
| Klasse  | Gold                               | Silber                 | Bronze                            |
| ------- | ---------------------------------- | ---------------------- | --------------------------------- |
| -48 kg  | Wugar Nariman ogly Orudschow       | László Óváry           | Wiktor Efteni                     |
| -52 kg  | Namiq Abdullayev                   | Metin Topaktaş         | Iwan Zonow                        |
| -57 kg  | Aslanbek Fidarow                   | Serafim Barsakow       | Arif Abdullaev                    |
| -62 kg  | Magomed Azizov                     | Jürgen Scheibe         | Sjarhej Smal                      |
| -68 kg  | Wadim Iossifowitsch Bogijew        | Yüksel Şanlı           | Arajik Geworgjan                  |
| -74 kg  | Alexander Leipold                  | Turan Ceylan           | Nasir Gadschitschanow             |
| -82 kg  | Mogamed Ibragimov                  | Sergej Gubrinjuk       | Rasul Katinovasov                 |
| -90 kg  | Macharbek Chasbijewitsch Chadarzew | Luka Eldari Kurtanidze | Sagid Magomedowitsch Murtasalijew |
| -100 kg | David Musuľbes                     | Milan Mazáč            | Arawat Sabejew                    |
| 130 kg  | Mahmut Demir                       | Mirabi Walijew         | Leri Chabelowi                    |

### Medaillenspiegel (Freistil)
| Rang | Land          | Gold | Silber | Bronze |
| ---- | ------------- | ---- | ------ | ------ |
| 1    | Russland      | 5    | 0      | 3      |
| 2    | Aserbaidschan | 2    | 0      | 1      |
| 3    | Türkei        | 1    | 3      | 0      |
| 4    | Ukraine       | 1    | 2      | 2      |
| 5    | Deutschland   | 1    | 1      | 1      |
| 6    | Bulgarien     | 0    | 1      | 1      |
| 7    | Slowakei      | 0    | 1      | 0      |
|      | Georgien      | 0    | 1      | 0      |
|      | Ungarn        | 0    | 1      | 0      |
| 10   | Armenien      | 0    | 0      | 1      |
|      | Belarus       | 0    | 0      | 1      |